# Comuna Lanišće, Istria
Lanišće este o comună în cantonul Istria, Croația, având o populație de 329 de locuitori (2011).

## Demografie
Componența etnică a comunei Lanišće
     Croați (92,4%)
     Sloveni (1,22%)
     Necunoscut (0,3%)
     Neclasificat (6,08%)
Componența confesională a comunei Lanišće
     Catolici (92,71%)
     Fără religie și atei (2,74%)
     Ortodocși (1,22%)
     Necunoscută (1,82%)
     Alte religii (1,52%)
Conform recensământului din 2011, comuna Lanišće avea 329 de locuitori. Din punct de vedere etnic, majoritatea locuitorilor (92,4%) erau croați, existând și minorități de afiliați religios (3,65%) și sloveni (1,22%). Apartenența etnică nu este cunoscută în cazul a 0,3% din locuitori. Din punct de vedere confesional, majoritatea locuitorilor (92,71%) erau catolici, existând și minorități de persoane fără religie și atei (2,74%) și ortodocși (1,22%). Pentru 1,82% din locuitori nu este cunoscută apartenența confesională.